# MTB 102
Le MTB 102 est une vedette-torpilleur, une des rares survivantes qui avaient servi avec les Forces côtières de la Royal Navy  (Coastal Forces of the Royal Navy (en)) durant la Seconde Guerre mondiale. Elle a été construite en tant que Vosper Private Venture Boat comme prototype, mais a été achetée et mise en service par l'Amirauté britannique.
Ce bâtiment est inscrit au registre du National Historic Ships  depuis 1996 et il est aussi l'un des nombreux bateaux de la National Historic Fleet.

## Construction
Conçue par le commandant Peter Du Cane CBE, le directeur général de la Vosper & Company (en), en 1936 et lancée en 1937, elle a été achetée par l'Amirauté et mise en service dans la Royal Navy sous le nom de MTB 102 (le préfixe 100 désignant un navire prototype). Sa coque est en acajou de type Ulmus thomasii.
Outre les tubes lance-torpilles, cette vedette a été équipée de charges de profondeur, de mitrailleuses et d'un canon anti-aérien  Oerlikon 20 mm.

Le MTB 102 fut le navire de guerre britannique le plus rapide en temps de guerre britannique avec une vitesse maximum de 48 nœuds.

## Service en temps de guerre
De 1939 à 1940, MTB 102 a été stationné dans la Manche. Au cours de l'opération Dynamo (bataille de Dunkerque en mai-Juin 1940), la vedette a traversé le Channel huit fois et a agi comme vaisseau-amiral pour le contre-amiral Wake-Walker lorsque son navire-amiral, le destroyer HMS Keith, a été désactivé.
En 1943, elle fit partie des 615 Water Transport Company de la Royal Army Service Corps (en) (RASC) en étant rebaptisée Vimy.
En 1944, elle transporta Winston Churchill et le général Eisenhower pour passer en revue la flotte durant l'opération Overlord, la bataille de Normandie.

## Service après-guerre
Le MTB 102 a été vendu après la guerre et converti en yacht motorisé privé en mer du Nord.
En avril 1966, il a été acheté au chantier naval Robinson Outlton Broad par  Derek Brown où il était amarré. Transformé en houseboat, il n'était plus réellement en état de naviguer. Mr Brown a entrepris d'importants travaux pour le remettre en état.
En 1973, il a été acquis par un groupe de scoutisme de Norfolk, le Norwich Sea Scouts qui en a pris soin jusqu'en 1995, date à laquelle  il fut repris par le MTB102 Trust.
En 1976, il a été rénové par une compagnie cinématographique pour une utilisation dans le film L'aigle s'est envolé , et dans le film néerlandais Le Choix du destin l'année suivante.
En 1977, il est apparu au Jubilé d'argent pour la reine Élisabeth II durant le spectacle sur la Tamise.
En 1983 et 1990, d'importants travaux de structure de réparation ont été effectués sur la coque et les ponts.
Depuis 1979, il a fait plusieurs apparitions à la Navy Day et est maintenant inscrit dans le cadre de la National Historic Fleet.
Le MTB 102 Trust a été créé en 1996 pour financer le fonctionnement et l'entretien du MTB 102 ; c'est un organisme de bienfaisance enregistré en vertu du droit anglais.
Plusieurs changements de moteurs ont eu lieu au cours de sa vie. Les moteurs originaux italiens Isotta Fraschini devinrent difficiles à maintenir pendant la première partie de la guerre quand l'Italie était alliée à l'Allemagne, mais ils ont duré jusqu'à leur remplacement après la guerre quand le MTB 102 a été converti à un usage civil. En 1985, l'entreprise Perkins Ltd a fait don de deux moteurs diesel turbocompressés, et en 1996 et 2002 Cummins Marine a fourni de nouveaux moteurs.